# ماركوس هالي
ماركوس هالي (بالإنجليزية: Marcus Haley)‏ هو لاعب كمال أجسام أمريكي، ولد في 5 أكتوبر 1972 في وادي لاس فيغاس في الولايات المتحدة.